# Portugál koncér
A portugál koncér (Iberochondrostoma lemmingii) a sugarasúszójú halak (Actinopterygii) osztályának a pontyalakúak (Cypriniformes) rendjébe, ezen belül a pontyfélék (Cyprinidae) családjába tartozó faj.

## Előfordulása
A portugál koncér álló - és lassú folyású vizek lakója, az Ibériai-félsziget Duero, Guadiana és Guadalquivir folyóinak vonzáskörzetében.

## Megjelenése
A hal teste karcsú, erősen megnyúlt, orra tömpe, kis szájnyílása gyengén alsó állású. Apró, kerekded pikkelyei vannak, 59-63 az oldalvonal mentén. Mellúszói 17-18, hátúszója 10, farok alatti úszója 10 sugarú; a magas és keskeny hátúszó pereme kifelé ívelt. Garatfogai egysorosak, 6-5. Háta sötét, a zöldestől a kékesig változó fémfénnyel; oldala ezüstszínű, a kopoltyúfedőktől a faroktőig sötét hosszanti csík húzódik. Hasa fehéres, ívás idején vörhenyes futtatással. Testhossza 13-15 centiméter, legfeljebb 25 centiméter.

## Életmódja
A portugál koncér rajhal, főként a fenék közelében tartózkodik; életmódja hasonlít a hazai leánykoncéréhez. Tápláléka apró fenéklakókból áll: férgek és rovarlárvák.

## Szaporodása
Az április–májusi ívás idején az ivarérett példányok a parti vizeket keresik fel. Csapatosan ívnak a sekély, növényekben gazdag részeken. A ragadós ikrák és a frissen kelt lárvák növényeken tapadnak meg. Az ivadék 2-5 napig a szikzacskóból táplálkozik, ezután a kishalak elúsznak, és állati, illetve növényi eredetű táplálékot fogyasztanak. Ahogy korosodnak, úgy húzódnak fokozatosan mélyebbre.